# Florent Marcellesi
Florent Marcellesi (Angers, 10 de abril de 1979) es un político y activista ecologista francés asentado en España. Fue coportavoz de la Coordinadora Verde de 2009 a 2011 y miembro de la Comisión Promotora y la Comisión Gestora de Equo de 2011 a 2012. Fue diputado de Equo del Parlamento Europeo desde 2016 hasta 2019.

## Activismo social y político
Como activista social participó en 2001 en la Marcha Zapatista y en el Congreso Nacional Indígena mexicano, en la organización del Foro Social Europeo de París y la cumbre anti-G8 de Évian de 2003, y trabajó en 2006 en Chiapas en proyectos de cooperación internacional con el movimiento zapatista. También fue miembro fundador de la Plataforma por una Vivienda Digna de Euskadi, pertenece al comité organizador del IX Simposio de la Red Renta Básica y es miembro de Desazkundea.

### Les Verts
Tras sus inicios en la organización juvenil de Los Verdes franceses, donde llegó a ser secretario federal, fue candidato a las elecciones europeas de 2004 en la lista de Les Verts encabezada por Alain Lipietz, enmarcados en el recién creado Partido Verde Europeo.

### Berdeak-Los Verdes
Fue coportavoz de Berdeak-Los Verdes de Euskadi y fue cabeza de lista de Los Verdes en las elecciones municipales en Bilbao de 2007. Fue miembro fundador de Jóvenes Verdes, que coordinó de 2006 a 2008, y miembro fundador de la red de los Jóvenes Verdes Mundiales en Nairobi, Kenia, durante el Foro Social Mundial de 2007. Ese mismo año se convierte en el secretario internacional de Los Verdes españoles y se encarga de las relaciones con el Partido Verde Europeo. En 2008, representa el movimiento verde español en el II Congreso de Global Greens. Desde 2008, tiene un papel destacado en el Movimiento de Fuenterrabía, espacio de convergencia para la refundación de la Ecología política en España.

### Coordinadora Verde
Desde julio de 2009 hasta junio de 2011 fue coportavoz de la Coordinadora Verde, junto a Sonia Ortiga. Gracias a su labor consiguió aglutinar bajo un mismo movimiento de bases en toda España tanto a ecologistas sin pertenencia a partidos políticos como a la inmensa mayoría de afiliados de partidos verdes. La segunda edición de la Universidad Verde de Verano, donde presenta una propuesta para montar Europe Ecologie en España, marca su acercamiento al exdirector de Greenpeace, Juan López de Uralde.

### Equo
Tras la confluencia de la Coordinadora Verde con Equo en junio de 2011, pasa a ser miembro de la Comisión Promotora de Equo. En octubre de ese mismo año fue elegido miembro de la Comisión Gestora de Equo durante la Asamblea Constituyente de este partido ecologista español. Copresidió el I Congreso de Equo, junto a Cecilia Carballo, tras el cual dejó de formar parte de la Comisión de Equo al no presentarse a su reelección en aras de dedicarse a la investigación y la divulgación de la ecología política.
En las primeras primarias abiertas en España, con 70 participantes, fue elegido candidato de Equo para las elecciones europeas de 2014. La coalición formada por Equo con Primavera Europea obtuvo un escaño y, en base al acuerdo electoral de ambas fuerzas, Marcellesi fue eurodiputado desde 2016 en adelante. Desde entonces, fue miembro de la Comisión de Derechos de la Mujer e Igualdad de Género, de la Delegación para las Relaciones con los Países del Magreb y la Unión del Magreb Árabe, y de la Delegación en la Asamblea Parlamentaria de la Unión por el Mediterráneo. Además, es suplente en las Comisiones de Desarrollo y de Industria, Investigación y Energía, y de las Delegaciones en la Comisión Parlamentaria Mixta UE-Chile y en la Asamblea Parlamentaria Euro-Latinoamericana.

## Investigación y divulgación
Es Ingeniero de Caminos, Canales y Puertos por la Universidad de Lyon; es urbanista por el Instituto de Ciencias Políticas de París; y tiene una especialización en cooperación internacional por la Universidad del País Vasco.
Florent Marcellesi escribe artículos para diferentes periódicos y revistas sobre temas relacionados con la Ecología política, el medio ambiente o cuestiones europeas e internacionales. Como miembro de Bakeaz, publica Ecología política: teoría, génesis y praxis de la ideología verde (Bilbao, Bakeaz, 2008) y, con la dirección científica de Roberto Bermejo y Miren Onaindia, "Integración de consideraciones de sostenibilidad en la cooperación al desarrollo" (Bilbao, Bakeaz, 2008).
Entre sus múltiples libros, destacan Adiós al crecimiento. Vivir bien en un mundo sostenible y solidario (El Viejo Topo, 2013), escrito junto a Jean Audrey y Borja Barragué; Cooperación al posdesarrollo. Bases teóricas para la transformación ecológica de la cooperación al desarrollo (Bakeaz, 2012) y la adaptación al castellano de 21 horas: Una semana laboral más corta para prosperar en el siglo XXI (Icaria, 2012).
Desde su creación en 2007, impulsa y coordina el Centro Ecopolítica, un centro de recursos, estudios y formación sobre ecología política, donde personas relevantes de la Ecología Política como Joan Martínez Alier, Alicia Puleo, Ángel Valencia, Ramiro Pinto, etc. forman parte del consejo científico. Es también miembro del comité de redacción de la revista francesa de Ecología política EcoRev.

## Artículos y publicaciones
- Europe Écologie: el caso de un Objeto Político No Identificado (Hika, octubre del 2009, num 211)
- COP26: la contrarreloj climática se juega ahora en casa Por (*) Florent Marcellesi, coportavoz de Verdes EQUO y ex-eurodiputado de Los Verdes Europeos] (Creadores de Opinión Verde de EFEverde, noviembre de 2021)
- Pensar el mundo de mañana, reconstruir en verde Por (*) Florent Marcellesi, coportavoz de EQUO y ex-eurodiputado de Los Verdes Europeos] (Creadores de Opinión Verde de EFEverde, abril de 2020)
- Terminemos con las subvenciones opacas a las energías sucias  Por (*) Florent Marcellesi (Creadores de Opinión Verde de EFEverde, septiembre de 2018)
- Tasa carbono: ¿para cuándo en España? (Ecoticias, 23/09/2009)
- Retos teóricos y perspectivas práticas de la ecología política española (El Ecologista, 2009)
- Integración de consideraciones de sostenibilidad en la cooperación al desarrollo (con Igone Palacios Bakeaz, 2008):
- Ecología política: teoría, génesis y praxis de la ideología verde (Bakeaz, 2008)
- Sistemas de trueque y monedas complementarias en Francia (Ecología Política, n, 2008)
- Nicholas Georgescu-Roegen, padre de la bioeconomía (Ecología Política, n35, 2008)
- El espejismo de los agrocombustibles (El Correo, Rebelión, etc., 06/06/08)
- Ecología y democracia (El Correo, Rebelión, etc., 22/04/2008)
- El clima ya ha cambiado, ahora nos toca a nosotros (con José Luis Peña: Rebelión, 28/11/2007)
- A velocidad de bicicleta (El Correo, Diario Información, 22/09/2007)
- André Gorz vive, la lucha ecologista sigue (Ecología Política, n34, 2007)
- En busca de legitimidad democrática (El Correo, 06/06/07)
- Y al séptimo día, el Foro descansó. Una crítica ecologista del Foro Social Mundial de Nairobi (Rebelión, 2007)
- Un modelo urbanístico de otros tiempos (con José Luis Peña: El País edición País Vasco, 22/02/2007)
- Desarrollo, decrecimiento y economía verde (The Ecologist para España y Latinoamérica, 2007)
- ¿Polo soberanista de izquierda o Polo transnacional? (con Iñigo Aguirre: Deia, Noticias de Álava, Rebelión 22/11/2006)